# Diplôme d'Ingénieur
O Diplôme d'Ingénieur é uma qualificação de pós-graduação em engenharia geralmente concedida pelas Grandes Ecoles em engenharia. Geralmente é atingido após cinco a sete anos de estudo após o ensino secundário.
Cada titular do "diplôme d'ingénieur" recebe também o título de "Ingénieur diplômé" (engenheiro graduado). Este termo distingue-se do termo "ingénieur" (engenheiro), que é menos regulamentado. O Diplôme d'Ingénieur é reconhecido como uma combinação de licenciatura e mestrado (BS/MS) em engenharia nos Estados Unidos e em países da União Europeia (incluindo França e as suas ex-colónias).
A maioria das Grandes Écoles permite que os seus alunos obtenham um duplo diploma de uma universidade (em França ou no estrangeiro). Além disso, os graduados do Diplôme d'Ingenieur podem fazer um doutoramento seletivo após estudos de engenharia e, em seguida, ingressar na academia ou num departamento de investigação e desenvolvimento industrial.
Na Alemanha, o título tradicional de engenheiro é pronunciado de forma semelhante ao francês: Diplom-Ingenieur (Dipl. -Ing.).
Em França e no Norte de África, o título de Engenheiro Graduado é estritamente regulamentado e protegido pelo Estado.
Em França, qualquer instituição que conceda o título de Ingénieur diplômé deve ser acreditada pela Commission des Titres d'Ingénieur diplomat (subordinada ao Ministério do Ensino Superior e Investigação), que é o organismo administrativo oficial responsável pela avaliação das instituições de ensino superior para a formação de engenheiros profissionais. Quem abusar do título de Ingénieur diplômé pode ser punido com uma multa de 15 mil euros e um ano de prisão.

## Titre d'ingénieur diplômé par l'État (DPE)
O Titre d'ingénieur diplômé par l'État (DPE) é atribuído a candidatos com cinco anos de experiência em "prática profissional em funções comummente atribuídas a engenheiros" e que tenham passado em provas específicas. Estes estão organizados por escolas de engenharia de acordo com uma lista estabelecida. Por exemplo, para a especialização "Química", as escolas que organizam estas provas são: a École nationale supérieure des ingénieurs en arts chimiques et technologiques, o Conservatoire national des arts et métiers, a École supérieure de chimie, physique, électronique de Lyon, o Institut Textile et Chimique, o Institut national des sciences appliquées de Rouen, a École européenne de chimie, polymères et matériaux e a École nationale supérieure de chimie de Lille.
A primeira prova consiste numa “avaliação da experiência e competências profissionais do candidato” sob a forma de entrevista com o júri. Em caso de resultado positivo, a segunda prova consiste na defesa da tese, seguida de discussão com o júri. O parecer do júri é posteriormente transmitido ao júri nacional, que toma a decisão final.

## Entradas relacionadas
- Conservatoire national des arts et métiers